# Josie Papialuk
Josie Papialuk (1918 - 1996), aussi connu sous le nom de Paperk ou Papi, est un artiste canadien inuit, graveur et sculpteur.

## Biographie
Josie Paniutu Papialuk résidait à Puvirnituq et s'est occupé essentiellement de sculpture, de dessin, et de gravure. Depuis la mort de sa femme Martha en 1975 il résidait avec son fils. C'était un homme très jovial ; dans son village, il était souvent regardé comme un bouffon un peu excentrique et n'était pas pris au sérieux. Son art comporte une sorte de génie et révèle son sens de l'observation et une profonde compréhension des choses de la vie.
Il fut l'un des premiers artistes de Povungnituk à s'intéresser à la gravure dès le début des années 1960. Initialement, il gravait de petites pierres à savon avec des oiseaux, des poissons et des figures humaines. Beaucoup d'éléments du style très caractéristique de Josie sont déjà présents dans ses premières gravures : les empreintes de pas imprimées pour montrer la direction future et passée et expliquer les déplacements par exemple.
À la fois dans ses gravures et dans ses sculptures, Josie emploie des lignes ondulées pour dépeindre les phénomènes invisibles tels que le vent, les voix ou le babillement des oiseaux. Dans l'introduction du catalogue de la galerie Marion Scott en 1983 sur Josie Paperk, on souligne qu'il a été capable de rendre d'une façon philosophique douce et gentille, parfois humoristique, l'essence même de l'existence. George Swinton décrit son travail comme d'un réalisme naïf et un style qui aujourd'hui encore, reste très attractif pour la plupart des artistes inuit. A l'encontre de beaucoup d'autres artistes qui peuvent tenter d'éliminer les défauts dans la pierre, Josie la plupart du temps s'y intéresse et grave un cercle autour du défaut. Cette attitude qui tient à maintenir, à conserver et même à exploiter l'intégrité du matériau est assez répandue actuellement par d'autres artistes contemporains du sud.
Le fait qu'il soit un peu enclin à des caprices ne l'empêche pas de conserver son jugement. Quand on lui a demandé pourquoi il mettait parfois une seule patte à ses oiseaux et parfois 2, il a répondu : "je mets la deuxième jambe quand j'ai besoin de plus d'argent".
Les travaux de Josie ont été montrés dans de très nombreuses expositions depuis 1962, date depuis laquelle il participe très régulièrement à la collection annuelle de gravures de Povungnituk. Il était présent dans l'exposition internationale sur la gravure inuit qui fut montrée à Paris au Musée de l'Homme en 1980. Ses œuvres étaient encore présentées lors de l'exposition La vie et l'art des Inuit du Nord Québécois du Musée de l'Homme de Paris en 1988 puis ultérieurement à travers la France. Il est aussi présent dans l'exposition A l'ombre du soleil qui inaugura le nouveau Musée canadien des civilisations à Ottawa.
Sa notoriété lui permet d'avoir des expositions solo depuis une dizaine d'années. Il est présent dans les plus grandes collections telles que celle des Affaires Indiennes et du Nord, du Musée national des beaux-arts du Québec, du Musée de la civilisation,du Musée Canadien des civilisations d'Ottawa, de la Winnipeg Art Gallery, de la Guilde de Montréal.
Il est présenté dans le livre de George Swinton sur la sculpture des esquimaux et un article à son propos sur la présentation et l'interprétation de ses particularités stylistiques fait référence sous la plume de Mirabelle Myers dans l'Anthologie d'Art Inuit publiée en 1988 par Alma Houston. Il figure aussi dans le livre Nanavimiut, Art Inuit, de Michel Noël. Il illustre le livre Art inuit (C. Baud et al.), Editions Fragments 1997 et 2006, celui de Ingo Hessel Ed. Douglas et Mc Intyre 1998 Inuit art, an Introduction no 118. I.A.Q. 1997, Vol. 12, no 3, page 40.

## Autobiographie
- Josie Paperk ; Josie Paniutu Papialuk ; Vancouver : s.n., 1983. (OCLC 62913926)